# Artinovský okruh
Artinovský okruh je pojem z oboru abstraktní algebry, přesněji teorie okruhů. Jedná se o takový okruh, který pro ideály splňuje podmínku klesajících řetězců, tedy v kterém neexistuje žádná nekonečná posloupnost ideálů {\displaystyle I_{1}\supsetneq I_{2}\supsetneq I_{3}\supsetneq \cdots }. Název mají tyto okruhy podle matematika Emila Artina, který první odhalil, že podmínka klesajících řetězců pro ideály představuje zobecnění zároveň pro konečné okruhy a pro okruhy, které jsou konečnědimenzionálními vektorovými prostory nad tělesem.
Okruh se nazývá levě artinovský, pokud splňuje podmínku klesajících řetězců pro levé ideály, pravě artinovský pokud splňuje podmínku klesajících řetězců pro pravé ideály, a artinovský nebo oboustranně artinovský, pokud je levě i pravě artinovský. V případě komutativních okruhů jsou kvůli komutativitě levě artinovské stejné okruhy jako pravě artinovské.

## Vlastnosti
- Artinovský obor integrity je tělesem.
- Okruh s konečně mnoha levými ideály je levě artinovský, podobně pro pravé a oboustranné. Speciálně, každý konečný okruh je artinovský.
- Každý artinovský okruh je zároveň noetherovským okruhem, ovšem opačně to neplatí. Z toho je vidět, že přestože se podmínka klesajících řetězců na první pohled zdá být duální k podmínce rostoucích řetězců kladené na noetherovské okruhy, ve skutečnosti je silnější.